# Каллий (сын Гиппоника)
Каллий Богатый (др.-греч. Καλλίας) — афинский государственный деятель, военачальник и дипломат V—IV веков до н. э.
О деятельности Каллия сохранилось больше литературных свидетельств, чем о всех его предках, вместе взятых, и при этом все без исключения античные авторы дают ему крайне отрицательные характеристики, как человеку пустому, тщеславному и развратному, проводившему жизнь в веселье и попойках с вечера до утра. Особенно едкие насмешки содержатся в произведениях его современников Аристофана, Андокида, Ксенофонта и Платона.

## Происхождение
Сын Гиппоника из рода Кериков, один из наиболее известных представителей так называемой семьи «Каллиев», или «Каллиев-Гиппоников». В просопографической и генеалогической литературе для удобства обычно именуется Каллием (III).
Родился, вероятно, около 455 до н. э. Его матерью, предположительно, была дочь Мегакла из рода Алкмеонидов, с которой Гиппоник развёлся около 453 до н. э. Вторым браком она вышла за своего двоюродного брата Перикла, и родившиеся от этого союза Ксантипп и Парал были единоутробными братьями Каллия.

## Коммерция и политика
Незадолго до 422/421 до н. э. Каллий унаследовал состояние своего отца, которое ещё в течение нескольких лет после этого оставалось весьма значительным, несмотря на финансовые трудности, начавшиеся при Гиппонике. Как и другие землевладельцы, Керики, несомненно, сильно пострадали от спартанских опустошений в период Архидамовой войны, часть поместий была заложена, и вскоре Каллию пришлось их продать.
В самих Афинах Каллию принадлежали два дома, один в фешенебельном районе Мелита, другой — в Пирее. Как и его предки, он стал дадухом (факелоносцем) в элевсинском культе Деметры и спартанским проксеном.
Коммерческое предприятие по эксплуатации Лаврийских серебряных рудников, приносившее его отцу мину серебра в день, погибло в 413 до н. э., когда спартанцы подговорили трудившихся там рабов взбунтоваться и бежать в их лагерь, а банковская контора (трапедза) переживала трудности ещё во времена Гиппоника.
Тем не менее, благодаря огромному семейному состоянию и связям Каллию удавалось какое-то время вести роскошный образ жизни, пока дурное управление и громадные траты не привели его к разорению. Поддерживая своё реноме, он исполнял общественные поручения, в частности, весьма дорогостоящие триерархии. Вероятно, он был триерархом во время сражения при Аргинусских островах, а также был архитеором на Делосе.
В 406/405 до н. э. был архонтом-эпонимом, в ходе Коринфской войны в 391/390 до н. э. исполнял должность стратега и командовал афинскими гоплитами в битве при Лехее. Его коллега Ификрат, командир пельтастов, был о Каллии невысокого мнения.

## Дипломатия
Будучи спартанским проксеном, Каллий выполнял важные дипломатические поручения. В 371 до н. э. он возглавлял посольство в Спарту с целью заключения всеобщего мира, который должен был прекратить Беотийскую и афино-спартанскую войны. Соглашение было подписано, но фиванцы почти сразу дезавуировали действия своих послов, и продолжили войну.
В связи с этим посольством, Ксенофонт упоминает о двух предыдущих дипломатических миссиях Каллия, увенчавшихся успехом. Афинский историк не поясняет, что это были за договоры, но С. Я. Лурье предполагает, что речь может идти о посольствах в Спарту в 405/404 и 403 до н. э., и переговорах о капитуляции Афин в Пелопоннесской войне и помощи спартанцев в гражданской войне между демократами и олигархами. И. Е. Суриков считает это маловероятным, так как в этом случае Каллий оказался бы сторонником олигархии и тирании тридцати. По его мнению, Каллий мог участвовать в заключении афино-спартанского мира в 374 до н. э.

## Личная жизнь

### Конфликт с Алкивиадом
Личная жизнь Каллия была весьма скандальной. Став главой семьи, он вскоре вступил в конфликт с Алкивиадом, женившимся на его единокровной сестре Гиппарете и получившим за ней от Гиппоника огромное приданое в 10 талантов. После рождения сына Алкивиад стал вымогать у Каллия ещё столько же, заявляя, что Гиппоник обещал удвоить сумму приданого после рождения первенца.
Зная неукротимый нрав Алкивиада, Каллий опасался, что зять может организовать физическое устранение и его, и его сына, и потому официально завещал имущество народу, в случае, если умрёт, не оставив наследников.

### Браки и скандалы
Первым браком Каллий был женат на дочери Главкона, от которой имел сына Гиппоника. Вторым браком он женился на дочери Исхомаха и вдове Эпилика. По словам Андокида, не прожив с ней и года, он взял в свой дом её мать Хрисиллу и стал жить с обеими. Дочь Исхомаха не могла вынести такого позора и пыталась покончить с собой, а затем бежала от мужа.
Мать своей жены он через некоторое время также прогнал, она заявила, что беременна от него, когда её родственники во время апатурий потребовали у Каллия признать отцовство, он клятвенно заявил, что сын у него только один. Произошёл скандал, и ещё один случился, когда Каллий снова сошёлся с этой женщиной и затем официально признал её ребёнка.
Затем Каллий вознамерился взять в жены ещё и дочь Эпилика. По словам Андокида, этому развратнику было мало матери и дочери, он хотел ещё и внучку, намереваясь превзойти Эдипа и Эгисфа. Поскольку родственник Эпилика Андокид заявил на девушку свои права, Каллий выдвинул против него обвинения в святотатстве, пытался сфальсифицировать улики, но был разоблачён и проиграл дело.
Все эти подробности известны со слов Андокида, который являлся лицом заинтересованным, но, будучи сам Кериком по матери, вероятно, был хорошо осведомлён о семейных делах своего врага. В тексте его речи приводятся имена свидетелей, и, в целом, сообщаемые им сведения представляются достоверными.
Процесс о мистериях состоялся в 400/399 до н. э., и, как полагают, его основной причиной был коммерческий конфликт между двумя группами откупщиков, одну из которых, взявшую на откуп сбор двухпроцентной торговой пошлины, представлял Андокид, а другую, проигравшую в конкурентной борьбе — Каллий.
По сообщениям античных авторов, Каллий тратил огромные деньги на гетер, схолии к Аристофану сообщают, что он был вынужден заплатить три таланта, чтобы избежать суда за совращение замужней женщины, и эти сведения подтверждаются и другими источниками.

## Каллий и Ксенофонт
Ксенофонт несколько раз упоминает Каллия в «Греческой истории». По его словам, «это был такой человек, который не менее охотно сам расточал себе похвалы, чем слушал их из уст других».
В сократическом сочинении «Пир» описан симпосий, якобы состоявшийся в доме Каллия по случаю победы Автолика, сына Ликона, в панкратии для мальчиков на Панафинеях. Это собрание должно было состояться в 422 до н. э., и, по словам Ксенофонта, там присутствовали Сократ и он сам. Над последним утверждением потешался ещё Афиней, так как Ксенофонт родился где-то между 430 и 425 до н. э.
Тем не менее, Ксенофонт мог основываться на рассказах Сократа и других сведениях о Каллии, и отбрасывать его сообщения нет оснований. В диалоге Каллий предстаёт напыщенным глупцом, до которого не доходят тонкие насмешки Сократа. Он пытается произвести впечатление на софистов, заявляя, что «я прежде скрывал от вас, что могу говорить много умных вещей, а теперь, если вы у меня будете, я покажу вам, что заслуживаю полного внимания», а когда у него просят сказать что-нибудь умное, начинает доказывать, что делает людей лучше и справедливее, давая им деньги.
На ехидный вопрос Антисфена — платят ли ему за это хотя бы благодарностью? — Каллий вынужден признать, что не только не платят, но некоторые становятся даже более враждебными, чем до этого. Он утешает себя довольно неуклюжим софизмом, и Сократ с иронией признаёт его мнимую победу в споре, а в конце диалога советует Каллию стать руководителем города, и тот принимает его слова за чистую монету.

## Каллий и Платон
Платон описывает дом Каллия в «Протагоре». Беседа, описанная в этом диалоге, если допустить, что она вообще имела место, должна была произойти в конце 430-х годов до н. э., вероятно, до начала Пелопоннесской войны, то есть, ещё при жизни Гиппоника.
В «Апологии Сократа» Платон также как и Ксенофонт, насмехается над непомерными тратами и тщеславием Каллия, пытавшегося научиться философии. По его словам, «Каллий переплатил софистам денег больше, чем все остальные вместе взятые».

## Каллий и комические поэты
Аристофан упоминает Каллия в «Птицах» (именно в схолиях к этой комедии говорится о штрафе за совращение и о поддельном завещании) и «Лягушках», где поэт отпускает остроту: «А Каллий, мне сказали, сын Гиппоблуда, бьется во львиной шкуре с девкой в бардаке», намекая, что тот спустил отцовское состояние на шлюх.
Евполид в не дошедшей до нас комедии «Льстецы» вволю поиздевался над бесстыдными прихлебателями, окружавшими Каллия, пока у того водились деньги.
Кратин, насмехавшийся ещё над отцом Каллия, выступал в своих комедиях с резкими нападками на него, упрекая за расточительность и указывая, что из-за своего аморального образа жизни Каллий страдает от преследований сикофантов.

## Прочие авторы
Эсхин Сократик посвятил Каллию одноимённый диалог, в котором пересказал его распри с отцом (последнего он в диалоге «Аспасия» назвал дураком). Хамелеонт Гераклейский в «Увещевании» пишет, что Каллий учился игре на флейте, что в те времена ещё не считалось зазорным (этой же забавой увлекался и вождь олигархов Критий).

## Последние годы
Ко временам Коринфской войны Каллий почти разорился, все его имущество оценивалось в два таланта (его дед, также звавшийся Каллием Богатым, оценивал своё состояние в 200 талантов). Ификрат в насмешку называл Каллия «нищенствующим жрецом Кибелы».
По словам Гераклида Понтийского, автора книги «О наслаждениях», в старости Каллия бросили все его приятели и нахлебники, он жил с одной старухой из варваров и умер в нищете, не имея самого необходимого. По легенде, Каллий, имя которого, по словам Афинея, в его время было известно даже рабам, сопровождавшим в школу детей, покончил с собой, приняв яд.
Согласно анекдоту, сохранившемуся у Клавдия Элиана,

Мотовство и распутство сгубили Перикла, Каллия, сына Гиппоника, и Никия из Пергасы; когда вышли все деньги, они налили друг другу в последний раз чаши с ядом и ушли из жизни, как с пира.— Элиан. Пестрые рассказы. IV. 23
.

## Комментарии
1. ↑  Здесь Андокид, по-видимому, сильно преувеличивает. Сам же он в другом месте (Андокид. I, 121) пишет, что Каллий хотел отдать девушку в жены своему сыну Гиппонику